# Šen Jüe-jüe
Šen Jüe-jüe (čínsky pchin-jinem Shěn Yuèyuè, znaky zjednodušené 沈跃跃; * 27. ledna 1957) je čínská komunistická politička, předsedkyně Všečínského svazu žen a místopředsedkyně stálého výboru Všečínského shromáždění lidových zástupců (parlamentu, obojí 2013–2023), později místopředsedkyně celostátního výboru Čínského lidového politického poradního shromáždění (od 2023), předtím zástupkyně vedoucího organizačního oddělení ústředního výboru Komunistické strany Číny (2002–2013). Byla členkou širšího vedení Komunistické strany Číny jako kandidátka (1997–2007) a členka (od 2007) ústředního výboru.

## Život
Šen Jüe-jüe se narodila 27. ledna 1957 v Ning-po na východě provincie Če-ťiang. Roku 1977 začala pracovat jako prodavačka v místním obchodě s potravinami. V letech 1978–1980 studovala matematiku na pedagogické škole v Ning-po, přitom roku 1981 vstoupila do Komunistické strany Číny. Poté se stala učitelkou na střední škole v Ning-po a zástupkyní tajemníka výboru Komunistického svazu mládeže Číny této školy. Roku 1983 byla povýšena na zástupkyni tajemníka prefekturního výboru svazu mládeže v Ning-po a o rok později se stala tajemnicí. Roku 1986 převzala funkci zástupkyně tajemníka čeťiangského provinčního výboru svazu mládeže a roku 1991 byla zvolena tajemnicí provinčního výboru.
Roku 1993 přešla z mládežnického do stranického aparátu, když obdržela funkci zástupkyně tajemníka městského výboru KS Číny v Chang-čou, hlavním městě provincie Če-ťiang. Roku 1997 se stala tajemnicí prefekturního výboru KS Číny v Šao-singu. Na XV. sjezdu KS Číny v září 1997 byla zvolena kandidátkou ústředního výboru (znovuzvolena 2002). Následující rok (1998) se stala zástupkyní vedoucího organizačního oddělení čeťiangského provinčního výboru KS Číny, už o rok později převzala řízení oddělení. Roku 2001 byla z Če-ťiangu převedena do provincie An-chuej na místo zástupkyně tajemníka provinčního výboru KS Číny.
Od listopadu 2002 působila jako zástupkyně vedoucího organizačního oddělení ústředního výboru KS Číny. Současně od dubna 2003 do zrušení ministerstva v roce 2007 byla rovněž náměstkyní ministra personálu. Od července 2007 do dubna 2013 působila jako výkonná zástupkyně vedoucího organizačního oddělení. Na XVII. sjezdu KS Číny v říjnu 2007 byla zvolena členkou ústředního výboru (znovuzvolena 2012, 2017 a 2022). V březnu 2013 byla zvolena místopředsedkyní stálého výboru Všečínského shromáždění lidových zástupců (parlamentu) a zařadila se tak mezi vedoucí představitele strany a státu. Současně byla květnu 2013 zvolena předsedkyní Všečínského svazu žen. V březnu 2018 byla znovuzvolena místopředsedkyní parlamentu a téhož roku byla opětovně zvolena i do čela svazu žen. V březnu 2023 odešla z vedení Všečínského shromáždění lidových zástupců, místo toho byla zvolena místopředsedkyní celostátního výboru Čínského lidového politického poradního shromáždění.